# Istrorumänska
Istrorumänska är ett östromanskt språk eller dialekt med cirka 300 talare i nordöstra Istrien i Kroatien. Språket talas idag i några få byar längs med bergskedjan Ćićarija och Učka i Istrien. Tidigare hade språket talare i ett större område som sträckte sig från Rijeka till Trieste. I dagens läge anses språket vara nästan utdött.